# Crvenolisna šljiva
Crvenolisna šljiva (mirobalana, trešnjina šljiva, dženerika, džanarika, amula, lat. Prunus cerasifera), ponekad poznata i pod imenom okruglica ranka ili ringlo, okruglica, trnošljiva je stablo iz roda Prunus potporodice Prunoideae čiji plod predstavlja voće. Plodovi se jedu svježi, i od njih se pravi pekmez i rakija. Plod joj je koštunica, duga 1-3 cm. Može biti okruglasta ili eliptična. Žuta je, crvena ili do gotovo crna. Plod je zreo počev od lipnja. Može se naći u divljini, ali postoji i domaća sorta. Sorte crvenih listova koriste u hortikulturi.

## Vanjske poveznice
- Prunus cerasifera